# Октав Кремазі
Октав Кремазі (фр. Octave Crémazie, справжнє ім'я Клод-Жозеф-Олів'є Кремазі; 16 квітня 1827, Квебек — 16 січня 1879, Гавр) — канадський франкомовний поет, який вважається батьком франко-канадської поезії. У своїй творчості спирався на традиції французьких романтиків, виступав за зміцнення культурних, політичних й економічних зв'язків з Францією. Розцінюється як перший поет-романтик Квебеку, який зробив вагомий внесок у популяризацію цієї течії у себе на батьківщині. Після публікації патріотичної поеми «Прапор Карильона» (1858) за ним закріпилося звання «національного поета» Квебеку. З 1863 року вимушено проживав у Франції майже 16 років, ховаючись від переслідувань кредиторів. Похований у Гаврі, на цвинтарі Інгувіля, місце поховання не збереглося.

## Біографія

### Ранні роки
Народився у багатодітній сім'ї. Син комерсанта Жака Кремазі і Марі-Анн Мівіль, був одинадцятою дитиною з дванадцяти дітей, вісім з яких померли в дитинстві. Був молодшим із чотирьох братів, що залишилися в живих, провів своє дитинство в оточенні трьох братів: Жака, Жозефа і Луї. Починаючи з 1836 року навчався у семінарії Квебека. Період навчання розкрив його інтелект, тоді ж сформувався його інтерес до літератури. У цей період він познайомився з поезією французьких поетів-романтиків (Віктор Гюго, Альфред де Мюссе, Альфонс де Ламартін), що значно вплинуло на його подальшу літературну діяльність й уподобання.

### Літературна діяльність
Не закінчивши повністю навчання, 1844 року разом з братом Жозефом заснував книгарню «J. et O. Crémazie», яка стала центром впливової літературної групи «Патріотичний та літературний рух Квебека». Він був близький до естетичних й ідеологічних поглядів письменника й історика Франсуа-Ксав'є Ґарно та Луї-Онорі Фрешетта. У 1850—1856 роках подорожував Західною Європою. Приблизно з 1854 року публікував свої вірші в «Журналь де Квебек» (фр. Journal de Québec). 1844 року організував літературний гурток у своїй крамниці, який згодом став центром поширення нових ідей (пізніше він згадується в працях дослідників як «Літературний рух Квебеку» або «Патріотичний рух»), а також публікував свої перші вірші в канадському щомісячному виданні «Журналь де Квебек». 1861 року разом з однодумцями почав випускати літературний щомісячний журнал, у якому публікувались статті про літературу й історію країни, та провадив літературні вечори «Канадські вечори» (фр. Les Soirées Canadiennes), метою яких було збереження фольклору франкомовної частини Канади.
Кремазі створював патріотичні та романтичні вірші, натхненні творчістю французьких поетів-романтиків, сюжети яких були присвячені історичному минулому Франції, Нової Франції та Канади. Незабаром завдяки творчості патріотичної спрямованості він набув популярності. Найвідоміші з його патріотичних творів — «Канадський ветеран» (фр. Le Vieux Soldat canadien, 1855) і «Прапор Карильйона» (фр. Le Drapeau de Carillon, 1858). У вірші «Канадський ветеран» оспівується любов до Франції, батьківщини і віддається шана імператору Наполеону. Цей вірш, як і ще кілька інших, написані на честь знаменного прибуття в Квебек 1855 року французького корвета «Капризуля» («La capricieuse»), відправленого імператором Наполеоном III для встановлення зв'язків з Канадою, хоча британська адміністрація до цієї події блокувала подібні спроби.

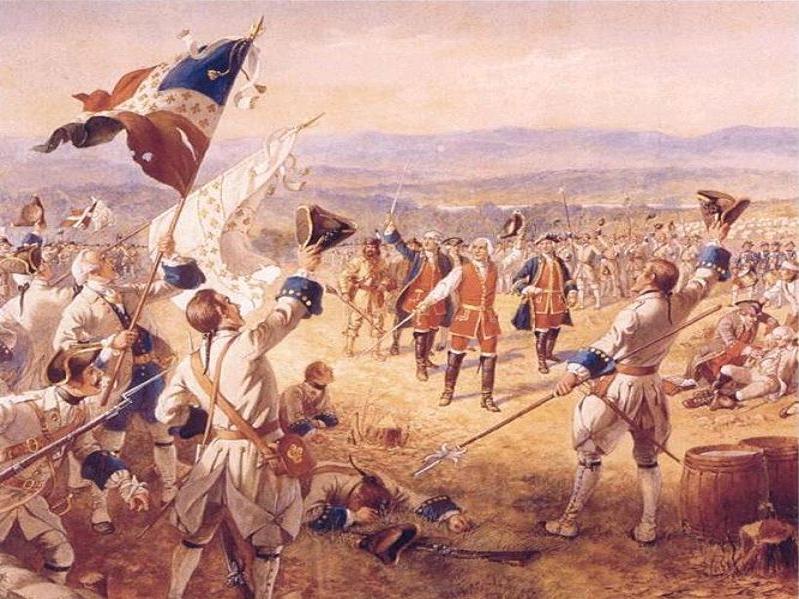
Генрі Александр Огден. «Перемога французьких солдатів при Карильйоні»

Найбільшу популярність здобула патріотична поема «Прапор Карильйону», написана на честь сторіччя перемоги французьких військ в битві при Карильйоні у Франко-індіанській війні під час Семирічної війни, за результатами якої Французьку Канаду захопила Британія. Поема розповідає про ветерана, який брав участь у битві при форті Карільйон під керівництвом Луї-Жозефа де Монкама. Старий солдат зберігає як потаємну реліквію Королівський прапор з геральдичними ліліями (флер-де-ліс), під яким він бився з англійськими загарбниками, й іноді з повагою показує його своїм землякам. Бачачи гноблення, яким піддаються його одноплемінники, він вирішує відправитися до Версаля, щоб закликати до допомоги французького короля. Однак прибувши до Франції, він виявляється розчарований панівними при королівському дворі звичаями і швидко зрозумів, що «слабкого Бурбона» не цікавить доля канадців. Повернувшись до Квебеку, ветеран не розповідав про розчарування, яке спіткало його, а закликав земляків вірити в допомогу Франції і тримає свої сумні думки при собі. Одного разу, в холодний грудневий день, він виходив з дому зі своїм штандартом, з яким хотів померти, й опиняється біля руїн форту Карильйон. Згадавши бій, своїх товаришів старий солдат помирає, обнявши свій стяг. Патріотичні вірші з цієї поеми отримали в Квебеку широку популярність і мали значний суспільний відгук, закріпивши за Кремазі загальновизнане звання «національного поета». Вірш «Прапор Карильйону» розглядався як кандидат в гімни Канади.

### У Франції
1863 року рятуючись від наслідків банкрутства та переслідувань, пов'язаних з підробкою векселів, Кремазі втік від кредиторів до Нью-Йорка, звідки вирушив до Франції, де жив під вигаданим ім'ям Жуль Фонтен, отримуючи нерегулярну матеріальну допомогу з Квебеку. Багаторічне перебування поета далеко від батьківщини в Європі в літературі найчастіше називають добровільним засланням, вигнанням. Вже у Франції він написав оригінальні фантастичні поеми, в яких описав особистий досвід вигнанця та поділився думками про смерть. У той час він створив песимістичну поему «Прогулянка мертвих» (фр. Promenade des trois morts), яка залишилася незакінченою. 1866 року опублікував листи (фр. Lettres et fragments de lettres), в яких говорив про необхідність створення французької канадської літературної мови як умов розвитку національної літератури. Поет є автором щоденника «Журнал облоги Парижа» про французько-прусську війну 1870—1871 років, свідком якої він був. Кремазі не був очевидцем Паризької комуни, тому що в цей час знаходився в Орлеані.

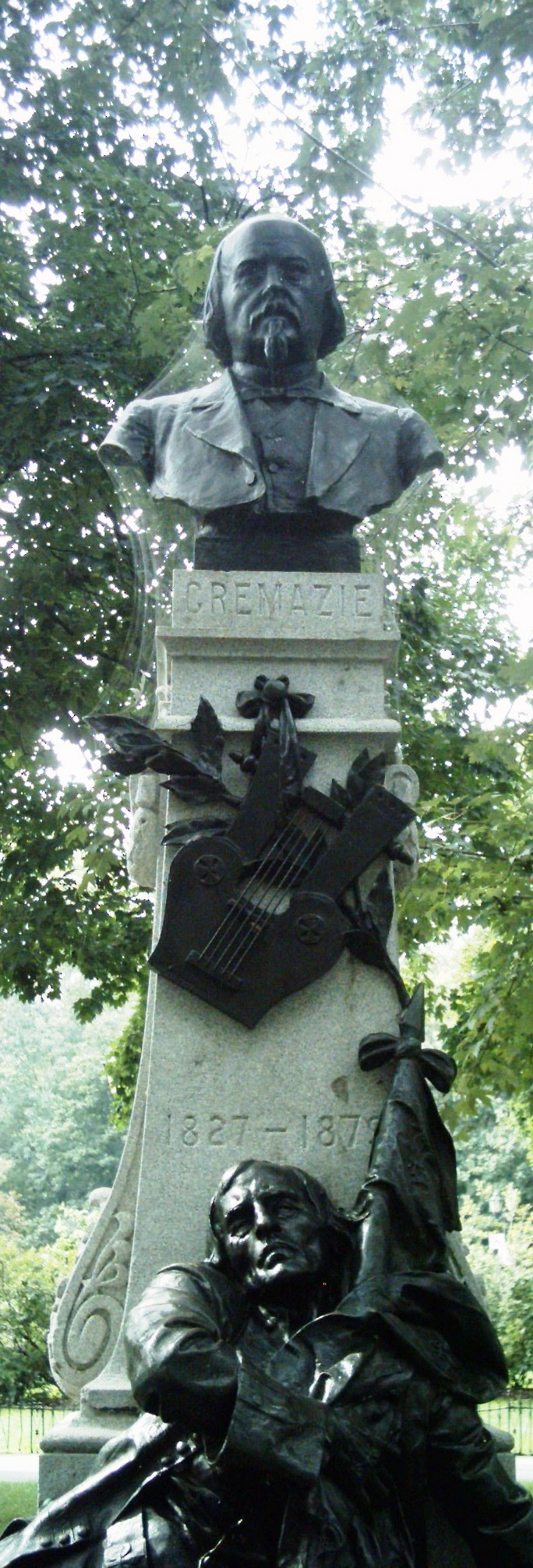
Пам'ятник Кремазі у сквері Сен-Луї у Монреалі. Біля підніжжя монумента зображений ветеран з прапором Карильона

## Поет в історії Канади
Октав Кремазі розцінюється як перший поет-романтик Квебеку. Рано познайомившись з творами французького романтизму, він зробив вагомий внесок у популяризацію цієї течії у на батьківщині. Його творчість на деякий час стала прикладом для наслідування нового покоління франкофонних поетів Канади. Він став у літературному середовищі тим, хто першим сказав, що літературі Квебеку, як повітря, в якому вона змогла б жити і розвиватися, бракує власної мови, відмінної від тієї, якою писали і розмовляли його сучасники. У часи переможної ходи світовими континентами всіма визнаною та шанованою французькою літературою в Канаді тільки зароджувалася і проходила етапи становлення література Квебеку як північноамериканська частина великої спадщини Франції. Література нещодавно за історичними мірками країни, що склалася, з погляду квебецького письменника Жака Годбу, поліфонічна і багатолика, наповнена життям, ідеями, новими фарбами і свіжістю, хоча Канаду того часу називали країною з «народом без історії та літератури», і там понад сто років діяв указ короля Франції, який забороняв друкарство. Англійське правління проводило політику повної асиміляції, пропонуючи канадцям англійську мову та єдиний парламент як зразок державного устрою.
1867 року, перебуваючи у Франції написав: «Чого бракує в Канаді, так це власної мови», так само як і власної літератури, яка згодом відіграє важливу роль у твердженні національної самосвідомості канадців. У його листуванні французького періоду можна знайти скептичні висловлювання з приводу літературних традицій та майбутнього професійної франко-канадської літератури. У листах він зазначав, що в Квебеку приділяють незначне місце культурі і, зокрема, словесності. На його думку, це пов'язано з переважанням у квебекському суспільстві утилітарних поглядів, або, як він пише, поглядів бакалійників, що франко-канадську літературу необхідно створювати мовою вже наявної великої французької культури. Ці невтішні погляди він викладає у листуванні з абатом Анрі-Реймоном Касгреном, якого розцінюють як першого справжнього літературного критика та літературознавця Квебека. Так, в одному з листів 1866 року він писав:
|  | Причина цієї неповноцінності не в нестачі талановитих людей, а в катастрофічних умовах, створюваних письменникові байдужістю населення, у якого ще не розвинувся смак до красного письменства, принаймні до того, що коїться вихідцями з рідної землі. |

Кремазі писав розчаровано, тому він став «поганим торговцем і середнім поетом» і розуміє, що Квебек не потребує його літературних праць і не може забезпечити його матеріального існування для професійного заняття літературою: «Тому цілком природно, що я витрачаю останні сили, які залишилися, на заробляння грошей на життя. У кутках і закутках мого мозку нудиться щонайменше дві тисячі слів. Навіщо їх звідти добувати? Для літературного життя я помер».
Його патріотичні вірші та дуже популярний у Канаді вірш, який став практично національною піснею для жителів країни, — «Прапор Карильона», а також роль у формуванні самобутньої канадської літератури гідно оцінені. Його вважають першим національним поетом країни, а 1937 року оголошений національною історичною персоною Канади.
Попри популярність у Канаді та суттєву роль, яку Кремазі відіграв у становленні національної літератури в країні, його поетична спадщина невелика. Між 1849 і 1876 роками він написав 34 вірші, з яких 31 написаний до втечі до Франції. На думку квебекських літературознавців, поетична цінність віршів Кремазі не витримала випробування часом, та її поетика сприймається як застаріла, але їхній патріотичний пафос і зміст мали важливе значення для подальшого розвитку франкомовної літератури у Канаді.
Хоч би якими були різноманітні, а іноді й екзотичні сюжети його віршів, натхненні випадковістю чи обставинами, основний мотив поетичних творів Кремазі — це вираження національної ідентичності, тому в Канаді він вважається звучною луною свого народу. Попри те, що поет став об'єктом національного шанування, він вів трагічне існування до кінця свого життя, перебуваючи у глибокій ізоляції. Після того, як він прожив у вигнанні майже 16 років, похований у Гаврі, на цвинтарі Інгувіля, місце поховання не збереглося.

## Пам'ять
- 1906 року на площі Сен-Луї в Монреалі на честь поета встановлено пам'ятник роботи скульптора ЛуЇ-Філіппа Ебера[fr].
- Ім'я Кремазі увічнено на тромплеї «Квебецької фрески» (фр. Fresque des Québécois) на стіні одного зі старих будинків у кварталі Петі-Шамплен (фр. Petit Champlain) у Старому Квебеку.
- Один із залів Великого театру в Квебеку названий на його честь[20].
- Станція метро в Монреалі названа на його честь[21].

Ім'ям Кремазі названо велику кількість каналів, на його честь названі: містечко, виборчий округ (перейменований у лютому 2017 року), озеро та струмок. Повний список місць, присвячених пам'яті Кремазі, є на офіційному сайті Квебеку.